# Commonwealth (estatua)
La Commonwealth es una estatua de 14 pies y 6 pulgadas (4.42 m) dorada que se encuentra sobre el domo del Capitolio del estado de Pensilvania en Harrisburg, Pensilvania. También se la llama Señorita Penn (Miss Penn) y Espíritu de la Commonwealth. Es también a veces llamada Letitia, después de que la hija de William Penn, asumiera que fue ella la supuesta inspiración para la estatua.

## Descripción
La estatua Commonwealth es considerada la ''encarnacón simbólica" de la commonwealth. Se encuentra erguida sobre un globo de 4 pies (1,2 m) de diámetro y sostiene un bastón de mando, que simboliza a la justicia, en su mano izquierda. El bastón está coronado con una guirnalda y una águila con las alas extendidas. Su brazo derecho está enteramente extendido en bendición, dando la apariencia de bendecir al estado.

## Historia
La Commonwealth fue esculpida por el artista Roland Hinton Perry y se instaló sobre el domo del Capitolio el día 25 de mayo de 1905. La estatua fue retirada con un helicóptero para su restauración en el verano de 1998. La estatua fue colocada de nuevo sobre la cúpula mediante la ayuda de un helicóptero de tipo Skycrane en septiembre del mismo año, después de finalizada la restauración.